# 10112 Skookumjim
10112 Skookumjim è un asteroide della fascia principale. Scoperto nel 1992, presenta un'orbita caratterizzata da un semiasse maggiore pari a 3,0427727 au e da un'eccentricità di 0,1021344, inclinata di 15,05968° rispetto all'eclittica.
L'asteroide è dedicato all'esploratore di etnia Tahltan Skookum Jim Mason.